# John Hopkinson
John Hopkinson (Manchester, 27 juli 1849 – Val d'Hérens, 27 augustus 1898) was een Brits natuurkundige en elektrotechnicus.

## Biografie
John Hopkinson werd geboren in Manchester als oudste van vijf kinderen. Zijn vader John was een werktuigbouwkundig ingenieur. Na de lagere school en Owens College ging hij studeren aan Trinity College in Cambridge. In 1871 studeerde hij af. Tevens behaalde hij een bachelorgraad aan de Universiteit van Londen. Hoewel hij een academische loopbaan kon krijgen, besloot hij een technische carrière na te streven.
Aanvankelijk was Hopkinson werkzaam in de fabriek van zijn vader, maar in 1872 aanvaardde hij de positie van leidinggevend ingenieur op de vuurtoren-afdeling van Chance Brothers and Company in Smethwick.
John Hopkinson werd bekend door zijn theoretische en praktische werk aan de toepassingen van elektriciteit en magnetisme zoals dynamo en elektromagneet. Hij trouwde met zijn schoolliefde Evelyn Oldenburg. Twee kamers in zijn huis werden verbouwd tot laboratorium waar hij zijn talloze experimenten uitvoerde die hem in 1878 een fellowship of the Royal Society opleverden. Hij rekende onder andere Lord Kelvin en William Crookes tot zijn kennissenkring. In 1890 werd hij onderscheiden met de Royal Medal. Datzelfde jaar werd hij hoogleraar elektrotechniek aan King's College London en kreeg hij tevens de leiding over het recent opgerichte Siemens-laboratorium. Hopkinson was tweemaal voorzitter van het Institution of Electrical Engineers (IEE, huidige IET), in respectievelijk 1890 en 1896.
Naar hem is het magnetische equivalent van de wet van Ohm genoemd: de wet van Hopkinson is een verbijzondering van een van de wetten van Maxwell. Daarnaast deed hij onderzoek naar magnetische permeabiliteit van ijzer bij hoge temperaturen en ontdekte wat later het Hopkinson-(piek)effect zou worden genoemd.
Op 49-jarige leeftijd stierf Hopkinson, samen met drie van zijn zes kinderen (John Gustave, Alice en Lina Evelyn), tijdens een noodlottig bergbeklimongeval op de flank van de Grande Dent de Veisivi in de Zwitserse Penninische Alpen.